# Josef Martin Nathan

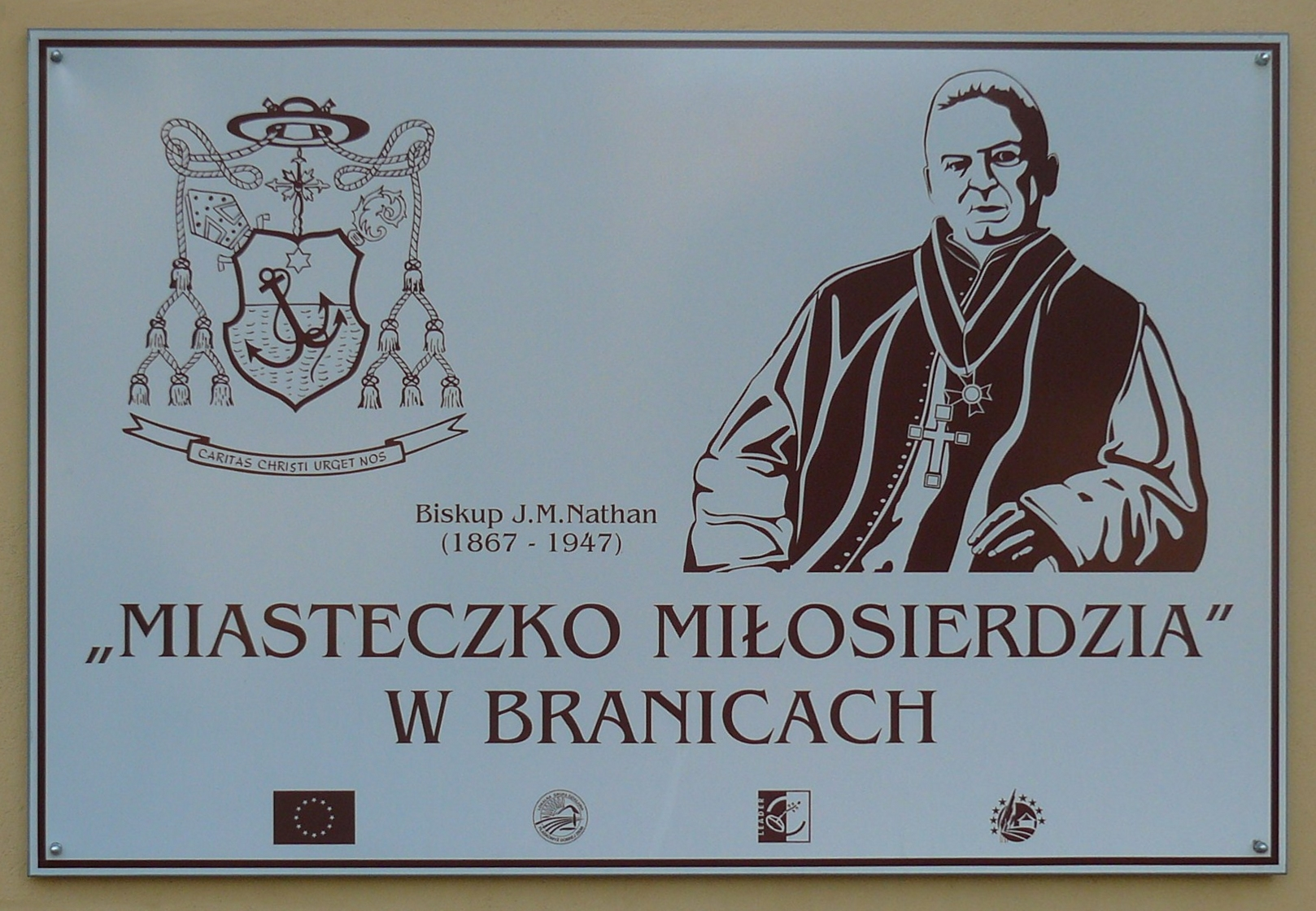
Tablica w Branicach

Josef Martin Nathan (ur. 11 listopada 1867 w Tłustomostach, zm. 30 stycznia 1947 w Opawie) – niemiecki duchowny rzymskokatolicki narodowości morawskiej, biskup pomocniczy archidiecezji ołomunieckiej, społecznik, założyciel Zakładu Psychiatrycznego w Branicach.
Syn nauczyciela w Tłustomostach, w latach 1869–1879 wychowywał się w Ludgeřovicach. Po ukończeniu seminarium duchownego we Wrocławiu przyjął święcenia kapłańskie 23 czerwca 1891 od kardynała Georga Koppa; mszę prymicyjną odprawił w Hulczynie. Od 1892 był wikarym w Branicach. W 1899 został proboszczem. W okresie 1914–1918 był posłem do Reichstagu. W 1916 został komisarzem biskupim dla pruskiej części archidiecezji ołomunieckiej (tzw. dystryktu kietrzańskiego), a w czasie II wojny światowej także dla sudeckoniemieckiej części tej archidiecezji. 26 kwietnia 1943 został mianowany biskupem tytularnym Arykandy i pomocniczym archidiecezji ołomunieckiej, konsekrowany 6 czerwca 1943.
W 1900 utworzył w Branicach szpital pod nazwą Zakłady Leczenia i Opieki (Branitzer Heil- und Pflegeanstalten), do dziś istniejący i leczący psychicznie chorych. W 1908 nabył kompleks sanatoryjny Rochus (Rochusbad) w Nysie, w późniejszych latach wybudował lub rozbudował kilka innych ośrodków leczniczo-opiekuńczych, a także kilka kościołów.
21 grudnia 1946 został wysiedlony do Opawy, gdzie wkrótce zmarł w domu zakonnym ss. córek Bożej Miłości. W listopadzie 2014 ciało biskupa Józefa Nathana powróciło do Branic.